# José Luis Coll
José Luis Coll García (Cuenca, 23 de mayo de 1931-Madrid, 6 de marzo de 2007), también conocido como Coll, fue un actor, humorista y escritor español, conocido por formar parte del dúo humorístico Tip y Coll, junto con Luis Sánchez Polack.

## Biografía

### Inicios
Su padre, Mario Coll, murió dejando viuda a su esposa. Su madre, Angustias García Usón, maestra republicana, tuvo que abandonar a sus dos hijos tras la Guerra Civil y marcharse a Argentina. Fue criado por sus abuelos que eran de ideología conservadora y católica. Su madre formó otra familia en Argentina. No se reencontraron hasta la muerte de Franco.
Tras estudiar el bachillerato y cinco años de piano, trabajó en una oficina de Abastos mientras colaboraba en el periódico local Ofensiva. También comenzó estudios de Derecho, que no llegaría a completar.

### Años cincuenta: radio y teatro
En 1955 se trasladó a Madrid y, bajo el patrocinio de César González Ruano, empezó a darse a conocer como humorista y colaboró en el semanario de humor La Codorniz (1959) y en Radio Nacional de España. 
También en aquella época debutó sobre un escenario, interpretando en la temporada 1955-1956 la obra Ninette y un señor de Murcia, de Miguel Mihura. Más adelante sustituyó a José Luis López Vázquez en la obra Amor, en el teatro Marquina de Madrid e intervino en Las mujeres sabias, de Molière, con la compañía del Teatro Español. En 1959 se vinculó artísticamente a Celia Gámez, de cuya compañía se convirtió en primer actor y con la que participó en los espectáculos Buenos días, amor y El baile del Savoy.

### Años sesenta: cine y televisión
Su debut cinematográfico se produjo en 1960 con la película Días de feria, de Rafael J. Salvia, a la que seguirían, entre otras, El verdugo (1963), de Luis García Berlanga, Historias de la televisión (1965), de José Luis Sáenz de Heredia, y numerosas comedias de la época, como Los chicos con las chicas (1968), Enseñar a un sinvergüenza (1970), Las Ibéricas F.C. (1971) o Una chica casi decente (1971).
Desde 1961 trabajó como guionista en varios programas de Televisión Española, como La tortuga perezosa (1961-1963), Tele-domingo, Aquí la Ponderosa, Sonría, por favor y La vida discreta de Walter Gómez. Intervino también en espacios como Cita con el humor (1963) y El último café (1970).
Su estreno como autor teatral se produjo en 1962, con la obra El sueño de unos locos de verano, escrita junto con Manuel Ruiz Castillo.
A partir de 1967 formó con su amigo Luis Sánchez Polack la pareja cómica Tip y Coll, consiguiendo una enorme popularidad en sus actuaciones teatrales y televisivas.

### Años setenta: Tip y Coll
Ver artículo principal: Tip y Coll.

### Años ochenta y noventa: televisión y radio
Cuando ya la pareja artística comenzaba a espaciar sus intervenciones, ambos integrantes se centraron en sus respectivas carreras en solitario. Coll iniciaba su trayectoria como presentador de televisión. Primero en TVE, colaborando con el humorista Pedro Ruiz en los programas Como Pedro por su casa (1985) y Esta noche, Pedro (1986) -donde conducía la sección Pirulí que te vi junto a Ana Obregón- así como el concurso La hora del TPT. Y más tarde en Telecinco con el programa de debate Hablando se entiende la gente (1990-1993).
También se incorpora al espacio El Estado de la Nación, tertulia humorística y satírica emitida en el programa de radio Protagonistas, que dirigía Luis del Olmo en la Cadena COPE y más adelante en Onda Cero.
En 1993 Telecinco le encarga conducir la versión televisiva del espacio, y así nace Este país necesita un repaso, que cuenta con buena parte de los contertulios del espacio radiofónico: Antonio Mingote, Antonio Ozores, Alfonso Ussía, Chumy Chúmez y el propio Tip. El programa consigue el respaldo del público y se mantiene en pantalla hasta 1995.
Tras la cancelación de Este país necesita un repaso, Coll intervendría en otros programas que, sin embargo, no cosecharon un gran éxito de audiencia, como Vaya nochecita (1995), con Pepe Carrol o Sonrisas de España (1996), con Paula Vázquez, ambos en Antena 3.
La muerte de su pareja artística, Tip, en 1999, fue, según dijo, uno de los hechos más tristes de su vida.
Defensor habitual de progresistas en sus colaboraciones en la prensa, Coll publicó numerosos libros de humor, entre ellos, El diccionario de Coll, su volumen más popular, del que se han realizado 29 ediciones, con más de 310 000 ejemplares vendidos. También intervino como actor en numerosos filmes de humor. Su novela El hermano bastardo de Dios (1985) contiene rasgos autobiográficos.

### Los últimos años
En octubre de ese año puso en escena un espectáculo-homenaje en Barcelona, compartiendo anécdotas de las casi tres décadas de hermanamiento profesional con Luis Sánchez Polack. En enero de 2000 protagonizó el montaje teatral YO, un monólogo en el que, desde la óptica del humor, abordaba los temas más dispares y en 2003 intervino en la obra de Juan José Alonso Millán El cianuro ¿sólo o con leche?.
Durante esa década, también hizo colaboraciones esporádicas en los programas del dúo humorístico Cruz y Raya, en pequeños papeles como invitado.
El 24 de febrero de 2007 sufrió un ataque al corazón en plena calle, cayendo y golpeándose la cabeza, lo que le produjo un derrame cerebral. Fue ingresado en estado muy grave en el hospital madrileño La Paz. Apenas 10 días después, el 6 de marzo, falleció en dicho hospital a consecuencia de un fallo multiorgánico a los 75 años.

## Libros publicados
- Cosas Mías (1976)
- El diccionario de Coll (1979)
- Las dedicatorias de Coll (1980)
- Epitafios (1982)
- Poemas (1983)
- Debajo de mi sombrero (1985)
- El hermano bastardo de Dios (1985)
- Algo para leer (1987)
- El eroticoll (1991)
- ¡Firmes! (1994)
- La cadena (1996)
- Lo mejor y lo peor de José Luis Coll (1999)
- Diccionario Coll del siglo XXI (2001)
- Pensaciones (2001)

En coautoría
- Tip y Coll spain, 1979, con Luis Sánchez Pollack

## Premios
Medallas del Círculo de Escritores Cinematográficos.
| Año  | Categoría              | Película    |
| ---- | ---------------------- | ----------- |
| 1975 | Mejor actor de reparto | La adúltera |

## Curiosidades
- Estaba casado con Clotilde ('Tilde'), desde el 16 de enero de 1961 y tenía cinco hijos.
- Gran aficionado al billar, llegó a ser presidente de la Federación española.
- Cultivó una estrecha amistad con el que fuera presidente del Gobierno de España, Felipe González, con el que jugaba al billar.
- Tiene una pequeña aparición en las películas Isi/Disi. Amor a lo bestia de 2004 y Isi & Disi: alto voltaje de 2006.
- Su último cumpleaños, en mayo de 2006, lo celebró representando Tres sombreros de copa de Miguel Mihura porque, según sus propias palabras, el trabajo en el teatro fue el que más satisfacciones le había dado, debido a la cercanía del público. Una de sus últimas apariciones públicas fue en diciembre de 2006 con motivo de la gala del quincuagésimo aniversario de TVE.